# Val-Couesnon
Val-Couesnon – gmina we Francji, w regionie Bretania, w departamencie Ille-et-Vilaine. W 2013 roku liczba ludności wynosiła 4381 mieszkańców. 
Gmina została utworzona 1 stycznia 2019 roku z połączenia czterech ówczesnych gmin: Antrain, La Fontenelle, Saint-Ouen-la-Rouërie oraz Tremblay. Siedzibą gminy została miejscowość Antrain. 